# 連拿度·干卡維斯·菲里克斯
連拿度·干卡維斯·菲里克斯（Reinaldo Gonçalves Félix，1986年4月13日—），生于阿拉皮拉卡，現效力仙台維加泰。

## 連結
- Career summary by footballdatabase.eu （页面存档备份，存于）